# یله زیلسترا
یله زیلسترا (به هلندی: Jelle Zijlstra) (زادهٔ ۲۷ اوت ۱۹۱۸ – درگذشته ۲۳ دسامبر ۲۰۰۱) یک سیاستمدار هلندی از حزب دموکرات مسیحی هلند بود. او بین سال‌های ۱۹۶۶ تا ۱۹۶۷ (میلادی) نخست‌وزیر هلند بود.